# محمد بن ابراهيم الغساني
محمد بن إبراهيم الغساني علامة وعالم من علماء بلاد المغرب الإسلامي ولد بتلمسان كان راويا للحديث , ضابطا للغة , ذاكرا بالأدب والتاريخ , عالما بالانساب مشاركا في الفقه, ضاربا في الشعر بحظ وافر ذا خط حسن. 

أخذ العلم بتلمسان عن أبي عبد الله التجيبي وبسبتة عن أبي العباس أحمد العزفي وباشبيلية عن أبي بكر بن طلحة وأبي علي الشلوبين , استوطن اسفي من بلاد المغرب الأقصى بعد تلمسان , احترف التجارة فيها ومع ذلك كان متين الدين بعيدا عن مخالطة الرؤساء.
توفي في يوم الأربعاء لليلتين من جمادى الاولى سنة 663 هـ فاتبعه الناس ثناءا جميلا.